# Franz Spögler
Franz Spögler (* 5. Januar 1927 in Lengmoos, Gemeinde Ritten; † 26. Februar 2023 in Meran) war ein Südtiroler Politiker (Südtiroler Volkspartei) und Tierarzt.

## Leben
Spögler wuchs als drittes von sieben Kindern bei Lengmoos auf dem Ritten auf. Seine Eltern Johann Spögler und Maria Schrott waren in der Optionsfrage 1939 Dableiber. Er besuchte von 1938 an das Gymnasium „Johanneum“ in Dorf Tirol, das im September 1943 kriegsbedingt schloss. Im Oktober 1944 wurde er zum „Polizeiregiment Brixen“ eingezogen und an der Ostfront in Schlesien eingesetzt, wo seine Einheit in die 31. SS-Freiwilligen-Grenadier-Division integriert wurde. Nach sowjetischer Kriegsgefangenschaft kehrte er zusammen mit italienischen Militärinternierten im Oktober 1945 nach Italien zurück und holte das Abitur nach. Ab 1948 studierte er Veterinärmedizin in Parma; 1953 wurde er Gemeindetierarzt in Meran und Hafling.
Spögler war von 1964 bis 1988 Abgeordneter der Südtiroler Volkspartei im Südtiroler Landtag und damit gleichzeitig im Regionalrat Trentino-Südtirol. Von 1969 bis 1989 war er Mitglied der Südtiroler Landesregierung und betreute dabei als Landesrat in den Kabinetten Magnago III, Magnago IV, Magnago V und Magnago VI die Ressorts Fremdenverkehr, Handwerk und Sport. Danach amtierte er von 1989 bis 1998 als Präsident der Südtiroler Sparkasse.
Er starb am 26. Februar 2023 im Alter von 96 Jahren.

## Autobiografie
- Erinnerungen. Tappeiner, Lana 2007, ISBN 978-88-7073-418-8.